# Michal Malý
Michal Malý (29 maggio 1987) è un calciatore ceco, difensore del Valašské Meziříčí.